# Droga R37 (Rosja)
Droga R37 «Łodiejnoje Pole — Wytiegra», nazywana nieoficjalnie Traktem Archanielskim (ros. «Автодорога Лодейное Поле — Вытегра», неофицальное название — Архангельский тракт) – droga znaczenia regionalnego na terenie Rosji. Trasa rozpoczyna swój bieg w Łodiejnojym Polu, a kończy w Wytiegrze. Droga biegnie przez obszar obwodu leningradzkiego oraz obwodu wołogrodzkiego. Do końca 2017 roku obowiązuje obecny numer, zaś od 1 stycznia 2018 droga otrzyma nowe numeracje:
- na odcinku w obwodzie leningradzkim 41К-001[1],
- na odcinku w obwodzie wołogrodzkim 19К-013[2].